# Tribus tracias

Regiones y tribus antes de la expansión del reino de Macedonia

La relación de tribus de Tracia de la Antigüedad incluye las siguientes, por orden alfabético (se incluyen nombres latinos y griegos):
| - Agatirsos (Agathyrsi, Ἀγάθυρσοι) - Agrianes (Agriani, Ἀγρίανοι) - Besos (Bessi, Βέσσοι) - Bistones (Bistones, Βίστωνες) - Bitinios (Bithyni, Βιθυνοί) - Cicones (Cicones, Κίκονες) - Dacios (Daci, Δάκοι) - Dardanios (Dardani, Δάρδανοι) - Dersenos (Dersaei, Δερσαῖοι ) - Díos (Dioi, Δῖοι) - Doloncos (Dolonci, Δόλογκοι) - Dólopes (Dolopes, Δόλοπες) - Droos (Droi, Δροῖ ) | - Edones (Edoni, Ἐδώνες) - Escordiscos (Scordisci, Σκορδίσκοι) - Getas (Getae, Γέται) - Mariandinos (Mariandyni, Μαριανδυνοί) - Medos (Medi, Μῆδοι) - Moesios (Moesi, Μοισοὶ) - Odrisios (Odrysae, Ὀδρύσαι) - Petas (Petae, Πῆται) - Satras (Satrae, Σάτραι) - Tinios (Thyni, Θυνοί) - Trausos (Trausi, Τραυσοί) - Tribalios (Triballi, Τριβαλλοί) |

No todos estos pueblos eran propiamente tracios o de lengua tracia, sino que algunos de ellos hablaban lenguas relacionadas con el dacio, el escita y otros.

## Tribu de los agatirsos
Tribu escita o mezcla de tracio-escitas que residía en Transilvania, en el valle del río Maris (río Mureș  o Maros).

## Tribu de los agrianes
Los agrianes fueron una tribu que habitaba principalmente al norte del territorio de la tribu de los medos (no confundir con la tribu irania), en la región de Peonia, en las fuentes del río Estrimón.

## Tribu de los besos
Los besos eran una tribu tracia independiente. Vivían en el territorio que se extiende desde Moesia hasta las montañas Ródope, en el sur de Tracia.

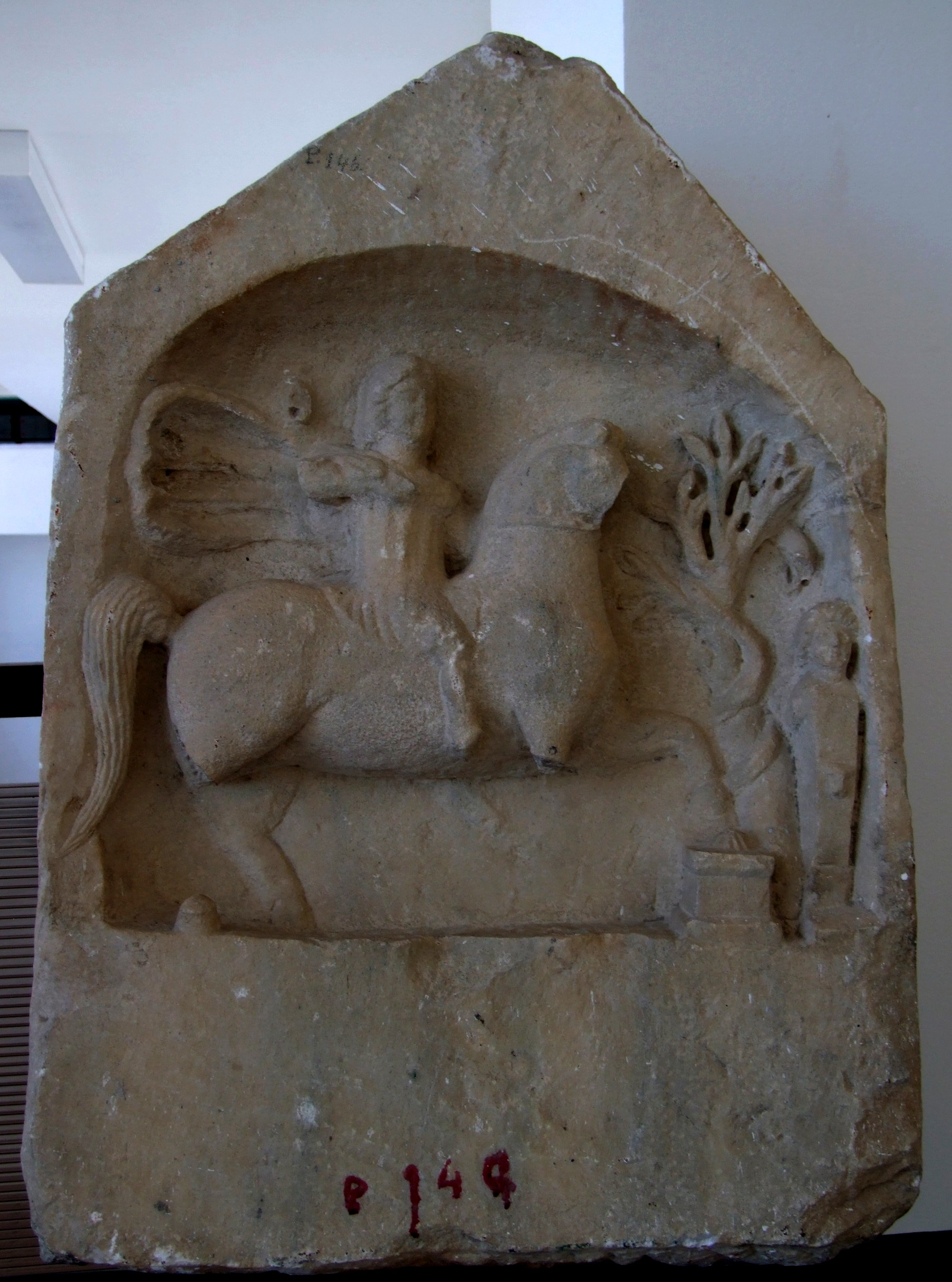
Jinete tracio (Museo de Histria).

## Tribu de los bistones
Los bistones habitaban la franja costera delimitada por los ríos Travo y Nesto (el actual río Mesta).

## Tribu de los bitinios
Los bitinios eran una tribu tracia que, con los tinios, emigraron a Bitinia en el Asia Menor noroccidental, en Anatolia, región que tomó el nombre de aquellos.

## Tribu de los cicones
La tribu de los cicones aparece en la Ilíada, entre los tracios aliados de Troya y que residían entre el río Axio y el Hebro, río que limitaba con el territorio de los tracios petos.

## Tribu de los dacios
Los dacios (en latín Daci, en griego Dákai) fueron los antiguos habitantes de Dacia (que corresponde a la actual Rumania) y de partes de Moesia en el sureste de Europa.  

## Tribu de los dardanios
(mezcla de ilirios y probablemente peonios)

## Tribu de los díos
Los díos (o Dioi) eran una tribu tracia, famosos espadachines, que vivieron entre las estribaciones de los montes Ródope, en Tracia. 

## Tribu de los doloncos
Los doloncos, a mediados del siglo V a. C., habitaban en la costa tracio-occidental de la Propóntide, en el Quersoneso Tracio.

## Tribu de los dólopes
Los dólopes vivían al suroeste de Tesalia.

## Tribu de los droos
Droos proviene del antiguo idioma arameo y significa "vencedor" o "vencedores". Esta tribu fue caracterizada por mejorar sus habilidades para la caza. También "Droos" era el nombre del jefe de dicha tribu.

## Tribu de los edones
Los edones eran una pueblo tracio que habitó principalmente entre los ríos Nesto y el Estrimón, al sur de Tracia, así como al oeste del Estrimón al menos hasta el río Axio.

## Tribu de los escordiscos (o escordistas)
Los escordiscos eran una tribu de la Panonia meridional, que comprendía partes de los actuales países de Austria, Croacia, Hungría, Serbia, Eslovenia, Eslovaquia y Bosnia-Herzegovina, entre los ríos Sava, Drava y Danubio . 

## Tribu de los getas
Los getas vivían entre los Balcanes y el Danubio.
Getas (singular Geton) era el nombre por el cual los escritores antiguos se referían  a la tribu tracia que vivía junto al Danubio, sobre todo al sur del río en la actual Bulgaria septentrional, y en la llanura Munteniana y en Dobruja.

## Tribu de los mariandinos
Los mariandinos fueron un pueblo tracio de Bitinia entre los ríos Sangarios y Billaeus, al este de los tinios o bitinios. Según Scylax el río Hypius era el que formaba el límite entre bitinios y mariandinos. Estrabón les considera una rama de los bitinios, aunque Heródoto claramente menciona a los mariandinos como un pueblo no tracio y a los bitinios como a tracios. Además, en el ejército persa los bitinios y los mariandinos aparecen por separado y el armamento y la vestimenta de los mariandinos eran más similares a los de los paflagonios que a los de los bitinios. Ambos pueblos formaban parte de la III satrapía persa y el país era llamado Mariandinia (Mariandynia, Μαριανδυνία).
La ciudad principal de su territorio fue Heraclea Póntica, cuyos habitantes helenos redujeron a los mariandinos a un estado de servidumbre.

## Tribu de los medos
Los medos (Μαιδοι: Maidios, Maedos o Medi) eran una tribu tracia que, en época histórica, ocupó la zona entre Macedonia y Tracia, en el suroeste de los límites de Tracia, a lo largo del curso del Estrimón medio y sur, y del curso alto del Nesto.

## Tribu de los moesios
Los moesios (en griego Moesoi) eran una tribu daco-tracia que habitaba en parte de lo que sería la provincia romana de Moesia, de la cual tomó el nombre.

## Tribu de los odomantos
Los odomantos (en griego antiguo: Ὀδόμαντες) fueron una tribu antigua. Algunos los consideran peonios, mientras otros afirman que la tribu era con certeza tracia, no peonios. Los odomantos son mencionados por Heródoto, Tucídides, Esteban de Bizancio s. v.; y Plinio el Viejo, IV, 40.

## Tribu de los odrisios
El reino odrisio (en griego antiguo: Βασίλειον Ὀδρυσῶν 'Reino de los odrisios') fue un antiguo reino surgido de la unión de varias tribus tracias, que duró desde el siglo V a. C. hasta el siglo I a. C. El área que incluía este reino se extendía desde Rumanía hasta Grecia septentrional y Turquía, en su origen en la cuenca del río Evros al territorio actual de Bulgária.
Su capital era Uscudama (llamada así por los tracios) u Ódrisas (llamada así por los griegos), la que más tarde se llamaría Adrianópolis y en la actualidad es Edirne, en la parte europea de Turquía.

## Tribu de los petas
Habitaban un área en torno a la cuenca inferior del río Hebro.

## Tribu de los satras
Los satras eran una tribu tracia que habitaba en una parte del monte Pangeo entre los ríos Nesto (Mesta) y Estrimón (Struma). 

## Tribu de los tinios
Los tinios eran una tribu tracia que, junto con los bitinios, migraron a las tierras que más tarde se conocerían como Tinia y Bitinia en Anatolia. Cada región respectiva tomó su nombre, presumiblemente, de la tribu tracia que fue más prominente en la zona.

## Tribu de los trausos
Los trausos vivían en la Moesia Inferior, en las estribaciones de los Ródope, al sureste de los montes, y en el valle del río Travo, que desemboca en el mar Egeo, no lejos de Abdera.

## Tribu de los tribalios
Los tribalios habitaban en zonas de las actuales Kósovo, Serbia, el noroeste de Bulgaria y algunas áreas de la frontera sur de Rumania. Era aquel el país que los griegos llamaban Tribalia, en la que sería la provincia romana de Moesia. Sus tierras se abrían hacia el noroeste desde la confluencia de los ríos Morava del Oeste y Morava del Sur (llamados Angrus y Bongrus por los romanos). Pero la Tribalia también abarcó hacia el sur, en determinados momentos, el llamado "llano de los tribalios", la actual cuenca de Kósovo. 